# Nebenschilddrüse
Die Nebenschilddrüsen (lateinisch Glandulae parathyroideae), auch als Epithelkörperchen bezeichnet, sind kleine endokrine Drüsen der Säugetiere und Vögel. Es handelt sich um zwei Organpaare, insgesamt also um vier Epithelkörperchen, die beim Menschen etwa linsengroß sind und sich rückwärts und seitlich von den Schilddrüsenlappen befinden. Sie bilden das Parathormon (Nebenschilddrüsenhormon), ein Hormon, welches unter anderem den Calciumspiegel im Blut mitreguliert.
Beschrieben wurden die Epithelkörperchen 1880 durch Ivar Viktor Sandström (1852–1889), weshalb sie früher auch als „Sandström-Körperchen“ bezeichnet wurden.

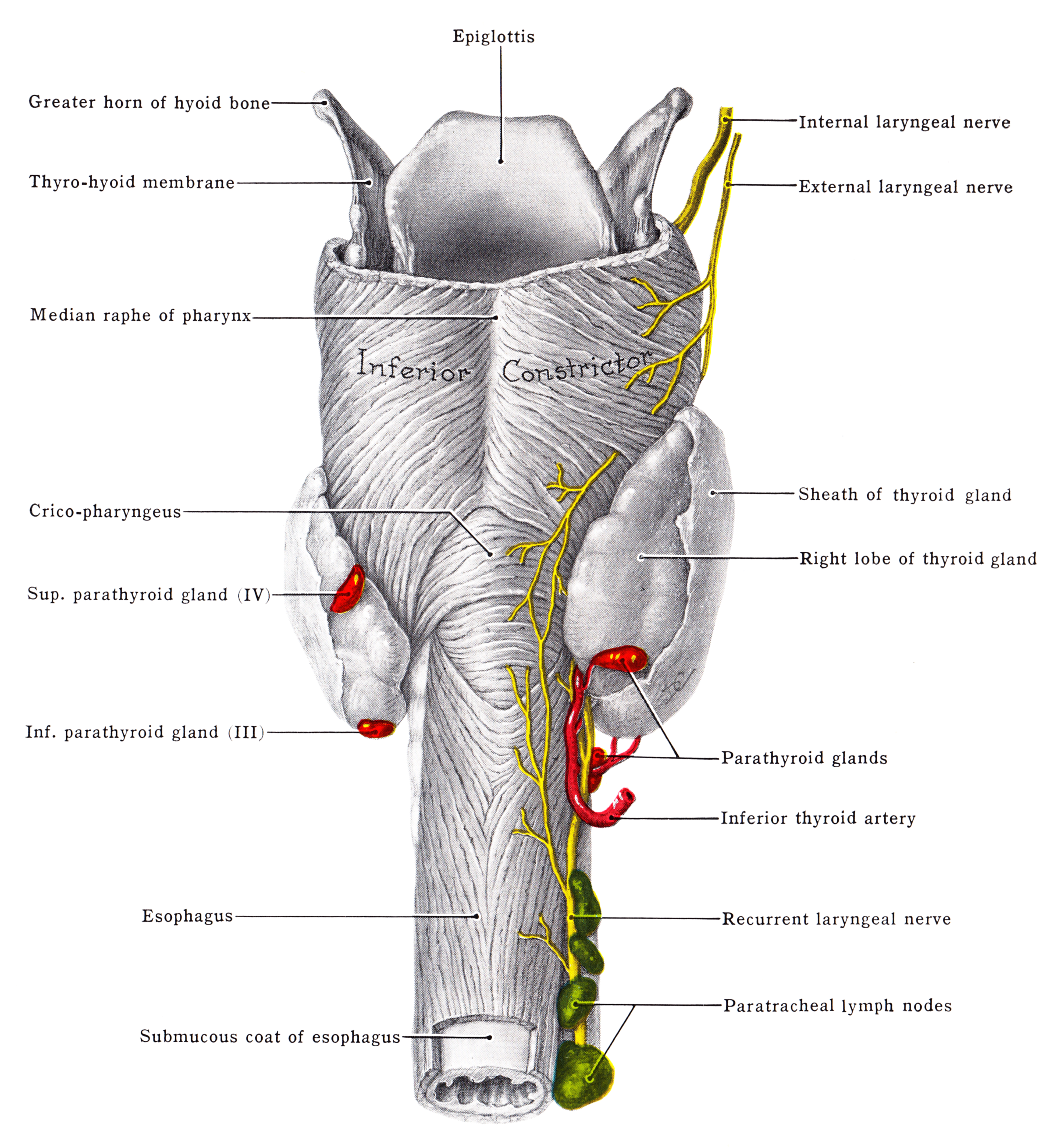
Die Nebenschilddrüsen, Gld. parathyroideae (rot gefärbte Strukturen) in ihrer anatomischen Lage; Ansicht von dorsal

## Anatomie
Man unterscheidet jeweils ein äußeres und ein inneres Epithelkörperchen. Beide sind paarig. Bei Vögeln können auch drei Paare vorkommen (z. B. beim Huhn). Gesunde Nebenschilddrüsen wiegen zwischen ungefähr 30 mg bei Männern und 35 mg bei Frauen. Diese Drüsen sind nicht sichtbar und bei der körperlichen Untersuchung nicht tastbar. Die Nebenschilddrüsen sind wegen ihrer Nähe zur Schilddrüse benannt, haben funktionell aber nichts mit ihr zu tun. Zudem ist diese Lagebeziehung zur Schilddrüse vor allem beim Menschen ausgeprägt, bei vielen Säugetieren ist die Lage dagegen viel variabler (bei Fleischfressern direkt nebeneinander, bei Pflanzenfressern getrennt), weshalb in der vergleichenden Anatomie der Ausdruck Epithelkörperchen bevorzugt wird.
Das äußere oder obere Epithelkörperchen (Glandula parathyroidea externa/superior) entsteht embryonal aus der vierten Schlundtasche der Kiemenbogen. Bei einigen Arten liegt es relativ weit von der Schilddrüse entfernt, beim Pferd vor dem Brusteingang, bei Paarhufern an der Aufzweigung der Halsschlagader.
Das innere oder untere Epithelkörperchen (Glandula parathyroidea interna/inferior) entsteht aus der dritten Schlundtasche und liegt meist in, beim Menschen häufig etwas unterhalb der Schilddrüse.
Die Epithelkörperchen sind von einer zarten Bindegewebskapsel umgeben, von der feine Septen ausgehen. Die Epithelzellen sind strangartig angeordnet. Die Hauptzellen produzieren das Parathormon (PTH). Parathormon, als Antagonist des Calcitonins, erhöht die Calciumkonzentration im Blut durch indirekte Aktivierung von Osteoklasten. Neben den Hauptzellen kommen oxyphile Zellen vor, deren Zahl mit steigendem Lebensalter zunimmt. Ihre Funktion ist nicht bekannt. Die Hauptfunktion der Nebenschilddrüsen ist die Calcium- und Phosphatniveaus des Körpers in einem engen Bereich zu halten.
Arteriell wird jedes Epithelkörperchen von einer eigenen Arterie versorgt, nämlich der Arteria parathyroidea. Diese kommt aus einer Schilddrüsenarterie, in den meisten Fällen aus der unteren Schilddrüsenarterie.

## Untersuchung der Nebenschilddrüsen
Um die Funktion der Nebenschilddrüse zu messen, bestimmt man folgende Werte:
- Calcium im Blut,
- Phosphat im Blut,
- Parathormon im Blut.

Weitere Untersuchungsmöglichkeiten sind
- Ultraschall
- Nebenschilddrüsenszintigrafie mit MIBI
- CT
- MRT
- Antikörper gegen die Nebenschilddrüse

## Erkrankungen der Nebenschilddrüse

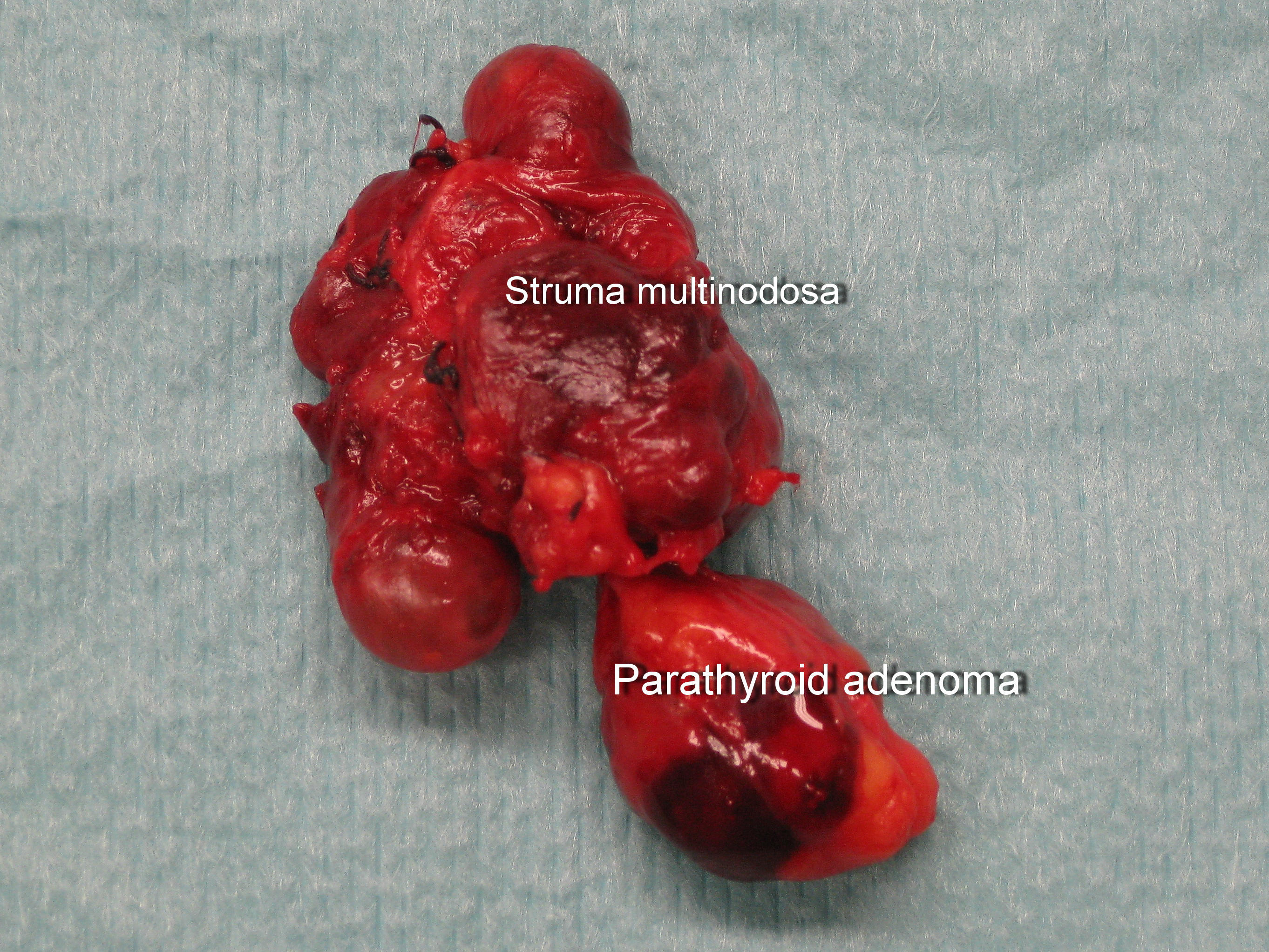
Das autonome Adenom der Nebenschilddrüse ist der häufigste Grund für den Hyperparathyreoidismus

Um 1891 hatte Eugène Gley (1857–1930) Kaninchen und Hunden die Epithelkörperchen entfernt und spezifische Ausfallserscheinungen bei den Versuchstieren erkannt.
Wichtigste Erkrankung der Nebenschilddrüse ist eine Überfunktion, der Hyperparathyreoidismus (HPT). Die häufigsten Ursachen sind Tumoren und Hyperplasien des Drüsengewebes. Dabei können sowohl gutartige Adenome oder bösartige Adenokarzinome auftreten. Beim Haushund sind etwa ein Drittel der Nebenschilddrüsentumoren bösartig.
Seltener kommen Unterfunktionen der Nebenschilddrüse vor (Hypoparathyreoidismus, Nebenschilddrüseninsuffizienz), diese sind in der Regel iatrogen, z. B. nach Schilddrüsenoperationen oder Überversorgung mit Vitamin D. Autoimmunerkrankungen können ebenfalls einen Hypoparathyreodismus auslösen. Symptom ist ein Mangel an Parathormon, welcher zu einer Hypocalcämie mit Krämpfen (Tetanie) und Herzversagen führen kann.